# AWK
AWK es un lenguaje de programación diseñado para procesar datos basados en texto, ya sean ficheros o flujos de datos. El nombre AWK deriva de las iniciales de los apellidos de sus autores: Alfred Aho, Peter Weinberger, y Brian Kernighan. awk, cuando está escrito todo en minúsculas, hace referencia al programa de Unix o Plan 9 que interpreta programas escritos en el lenguaje de programación AWK.
AWK es ejemplo de un lenguaje de programación que usa ampliamente el tipo de datos de listas asociativas (es decir, listas indexadas por cadenas clave), y expresiones regulares. El poder, brevedad y limitaciones de los programas de AWK y las secuencias de órdenes de sed inspiraron a Larry Wall a escribir Perl. Debido a su densa notación, todos estos lenguajes son frecuentemente usados para escribir programas de una línea.
AWK fue una de las primeras herramientas en aparecer en Unix (en la versión 3) y ganó popularidad como una manera de añadir funcionalidad a las canalizaciones de Unix.
La implementación de alguna versión del lenguaje AWK es estándar en casi todo sistema operativo tipo unix moderno. AWK figura en las Single UNIX Specification (especificaciones básicas de unix) como una de las utilidades necesarias de todo sistema operativo Unix. Se pueden instalar implementaciones de AWK en casi todos los demás sistemas operativos.

## Estructura de los programas AWK
Generalmente hablando, a AWK se le dan dos piezas de datos: un fichero de órdenes y un fichero primario de entrada. Un fichero de órdenes (que puede ser un fichero real, o puede ser incluido en la invocación de AWK desde la línea de órdenes) contiene una serie de órdenes que le dicen a AWK cómo procesar el fichero de entrada. El fichero primario de entrada es normalmente texto formateado de alguna manera; puede ser en un fichero real, o puede ser leído por AWK de la entrada estándar (teclado). Un programa AWK típico consiste en una serie de líneas, cada una de la forma 
```
/
patrón
/ { 
acción
 }
```

donde patrón es una expresión regular y acción es una orden. La mayoría de las implementaciones de AWK usan expresiones regulares extendidas de manera predeterminada. AWK mira a lo largo del fichero de entrada; cuando encuentra una línea que coincide con el "patrón", ejecuta la (s) orden (es) indicadas en "acción".
Las formas alternativas incluyen:
BEGIN { acción }
Ejecuta las órdenes acción al comienzo de la ejecución, antes de que los datos comiencen a ser procesados.
END { acción }
Similar a la forma previa pero ejecuta las órdenes acción después de que todos los datos sean procesados.
/patrón/
Imprime las líneas acordes al patrón.
{ acción }
Ejecuta acción por cada línea en la entrada.
Cada una de estas formas pueden incluirse varias veces en un archivo. El fichero se procesa de manera progresiva, de modo tal que, si hubiera dos declaraciones "BEGIN", sus contenidos se ejecutarán en orden de aparición. Las declaraciones "BEGIN" y "END" no necesitan estar en forma ordenada.
AWK fue creado como un sustituto para los algoritmos escritos en C para métodos de análisis de texto.

## Órdenes de AWK
Las órdenes de AWK son las declaraciones sustituidas por acción en los ejemplos anteriores. Las órdenes de AWK pueden incluir llamadas a funciones, asignación de variables, cálculos, o cualquier combinación de estas. AWK contiene compatibilidad propia con muchas funciones; muchas otras las brindan las distintas versiones de AWK. Incluso algunas versiones admiten la inclusión de bibliotecas dinámicamente enlazadas, que pueden proveer aún más funciones.
Por claridad las llaves ({ }) se omitirán en los siguientes ejemplos.

### La ordenprint
La orden print se utiliza para imprimir texto. La forma más simple de esta orden es
```
print

```

Esto muestra el contenido de la línea actualmente procesada. En AWK las líneas se dividen en campos, y estos se pueden operar individualmente:
print $1
Muestra el primer campo de la línea actual
print $1, $3
Muestra el primer y tercer campo de la línea actual, separados por una cadena predefinida, separador de campos de salida o OFS (por sus siglas en inglés), cuyo valor predefinido es un carácter de espacio (' ').
Aunque esta sintaxis ($#) puede sugerir que se traten de variables (el símbolo $ es indicador de variables en otros lenguajes), hacen referencia a los campos de la línea actual. Un caso especial, $0, se refiere a la línea entera. De hecho, las órdenes print y print $0 resultan similares.
La orden print puede también imprimir el resultado de cálculos o funciones invocadas:
```
print
 
3
+
2

print
 
foobar
(
3
)

print
 
foobar
 
(
variable
)

print
 
sin
(
3
-
2
)

```

La salida puede ser enviada a un archivo:
```
print
 
"expresión"
 
>
 
"nombre de archivo"

```

### Variables
Los nombres de variables pueden usar cualquier combinación de los caracteres [A-Za-z0-9_], con la única excepción de las palabras clave del lenguaje. Los operadores + - * / son suma, resta, multiplicación y división respectivamente. Para la concatenación, basta con colocar dos variables (o cadena constante) junto a cualquier otra, opcionalmente con un espacio intermedio. Las cadenas son delimitadas por comillas dobles. No es necesario finalizar las órdenes con punto y coma. Se pueden añadir comentarios del programa usando  # como primer carácter en una línea.

### Funciones definidas por el usuario
De manera similar a C, la definición de funciones consiste en la clave function, el nombre de la función, los argumentos de la función y el cuerpo de la misma, e.g.:
```
function
:

 
function
 
sumar_tres
 
(
numero
,
 
temporal
)
 
{
    
# Los identificadores no contienen la letra ñ

   
temporal
 
=
 
numero
 
+
 
3
                       
# Tampoco pueden tener tildes

   
return
 
temporal

 
}

```

Podemos invocar la función así:
```
print sumar_tres(36)     # Imprime 
39
```

Las funciones pueden tener variables definidas localmente. Los nombres de estas son añadidos al final de la lista de argumentos, aunque los valores de estas deben ser omitidos al llamar la función. Es conveniente sangrar las variables locales en la lista de argumentos para indicar dónde terminan los parámetros y dónde comienzan las variables locales.

## Ejemplos

### Hello World
Este es un programa «Hola mundo» muy simple escrito en AWK:
```
 
BEGIN
 
{
 
print
 
"¡Hola, mundo!"
;
 
exit
 
}

```

### Imprimir líneas mayores a 80 caracteres
Imprime todos los renglones con más de 80 caracteres. Obsérvese que la acción predeterminada es imprimir la línea actual.
```
 
length
 
>
 
80

```

### Contador de palabras
Cuenta las palabras en la entrada y muestra la cantidad de líneas, palabras y caracteres.
```
 
{
 
w
 
+=
 
NF
;
 
c
 
+=
 
length
}

 
END
 
{
 
print
 
NR
,
 
w
,
 
c
 
}

```

### Total de la primera columna
Suma los valores de la primera columna de los datos ingresados.
```
 
{
 
s
 
+=
 
$
1
 
}

 
END
 
{
 
print
 
s
 
}

```

### Frecuencia de palabras
Este programa usa listas enlazadas para determinar la cantidad de veces que cada palabra aparece en el texto.
```
 
BEGIN
 
{
 
FS
=
"[^a-zA-Z]+"
}

 
 
{
 
for
 
(
i
=
1
;
 
i
<=
NF
;
 
i
++
)

      
words
[
tolower
(
$
i
)]
++

 
}

 
 
END
 
{
 
for
 
(
i
 
in
 
words
)

     
print
 
i
,
 
words
[
i
]

 
}

```

## Programas autocontenidos
Como cualquier otro lenguaje de programación, se pueden escribir programas AWK autocontenidos usando la sintaxis de líneas de Shebang.
Por ejemplo, una secuencia de órdenes UNIX llamada holamundo.awk que imprima el texto «¡Hola, mundo!» podría escribirse de la siguiente manera:
```
 
#!/usr/bin/awk -f

 
BEGIN
 
{
 
print
 
"¡Hola, mundo!"
;
 
exit
 
}

```

## AWK, versiones e implementaciones
AWK fue escrito originalmente en 1977 con UNIX.
En 1985 los autores comienzan la expansión del lenguaje, añadiendo funciones definidas por el usuario. El lenguaje es descrito en el libro The AWK Programming Language, publicado en 1988. Para evitar confusiones con la versión anterior, a la que era incompatible, esta versión se conoce, a veces, como "nuevo AWK" o "nawk". 
Esta implementación fue publicada bajo una licencia de software libre en 1996, continúa siendo mantenida por Brian Wilson Kernighan.
- GNU awk, o gawk: Es otra implementación libre. Fue escrita antes de que la implementación original fuera publicada, y es ampliamente utilizada. Casi todas las distribución linux incluyen una versión actualizada de gawk y gawk es reconocido como la implementación estándar en el mundo linux. La versión 30 de GAWK fue incluida como awk en la versión 5.0 de FreeBSD. Las versiones posteriores de BSD incluyeron nawk para evitar el uso de las GPL, unas licencias de software libre más restrictivas que las BSD en el sentido de que un programa publicado bajo la licencia GPL no puede ser modificado para convertirse en propietario protegiendo de esta forma la libertad del código fuente.

- xgawk: Página de un proyecto libre basado en gawk. Este extiende las funcionalidades de gawk para permitirle el uso de librerías dinámicas.

- mawk es una implementación AWK optimizada para la velocidad, escrita por Mike Brennan y basada en un intérprete bytecode.

- Thompson AWK o TAWK es un compilador AWK para DOS y Windows, previamente vendido por Thompson Automation Software.

- Jawk es un proyecto que implementa AWK en Java. Se añaden extensiones para el lenguaje para proveer acceso a características de Java dentro de los programas AWK (e.g., Java threads, sockets, Collections, etc).

## Digresión
- El ave, emblema de AWK (a.o en la cubierta del libro The AWK Programing Language es el Alca).

## Libros
- Alfred V. Aho, Brian W. Kernighan, and Peter J. Weinberger (1988). The AWK Programming Language. Addison-Wesley. ISBN 0-201-07981-X. Archivado desde el original el 20 de abril de 2006. The book's webpage includes downloads of the current implementation of Awk and links to others.
- Arnold Robbins. Effective awk Programming (Edition 3 edición). Arnold Robbins maintains the GNU Awk implementation of AWK for more than 10 years. The free GNU Awk manual was also published by O'Reilly in May 2001. Free download of this manual is possible through the following book references.
- Arnold Robbins. GAWK: Effective AWK Programming: A User's Guide for GNU Awk (Edition 3 edición).
- Dale Dougherty, Arnold Robbins (March 1997). sed & awk, Second Edition (Second Edition edición). O'Reilly Media. ISBN 1-56592-225-5.

### Implementaciones
- GAWK (GNU awk) webpage
- GAWK for Windows   (de proyecto GNU32win sourceforge)
- MAWK (Mike's AWK)
- DJGPP port of Gawk 3.11b as a downloadable 768KB zipfile
- xgawk download site
- Awka Open Source, AWK to C Conversion Tool
- TAWK Compiler (descatalogado)
- Jawk Open Source, an implementation of AWK in Java with extensions
- Inline::Awk módulo Perl en CPAN para programar en Awk dentro de Perl (en inglés)

- Datos: Q213970
- Multimedia: AWK / Q213970